# Shades of Deep Purple
Shades of Deep Purple (engl. für: ‚Schattierungen von dunklem Purpur‘) ist das erste Studioalbum der englischen Hard-Rock-Band Deep Purple und wurde mit der ersten Besetzung (Mk. I) eingespielt. Es erschien 1968 als Schallplatte und ist heute auf CD in verschiedenen Ausgaben erhältlich. Eine Ausgabe mit Bonusstücken enthält fünf zusätzliche Titel. Das Album wurde am Wochenende des 11. und 12. Mai 1968 aufgenommen. Es erreichte Platz 24 in der amerikanischen Albumhitparade Billboard 200.
Shades of Deep Purple orientiert sich einerseits an dem damals populären Popstil, weist andererseits aber auch „harte und ungewöhnliche Züge auf“, die das Album als einen der Grundsteine für die Entwicklung des Hard Rock und Heavy Metal verantwortlich macht.

## Musikstil
Die Band Deep Purple zeigte sich in ihrer Anfangszeit durch Gruppen wie die US-Psychedelic-Rockband Vanilla Fudge und Keith Emersons Klassik-Rock-Kombo The Nice beeinflusst, wobei zunächst der erstgenannte Einfluss zu überwiegen schien.
So coverte die junge Band, untermalt von psychedelischen Klängen, die dem aktuellen Zeitgeist entsprachen, das bekannte Beatles-Stück Help! in einer Geschwindigkeit, die vermuten ließ, eine Single werde statt auf 45 Umdrehungen pro Minute versehentlich auf 33 abgespielt. Rockiger, aber – wie bereits für The Nice typisch – auch ausufernder war die Coverversion des durch Jimi Hendrix bekannt gewordenen Hey Joe.
Während die Singleauskopplung Hush – eine Coverversion eines Liedes von Joe South – erst in den 1980er Jahren wieder ihren Weg ins Live-Programm der Band fand, war Mandrake Root lange Zeit die typische Basis für ausufernde „Live-Duelle“ zwischen Jon Lord, damals noch der eigentliche Kopf der Band, und Ritchie Blackmore. Erst 1972 wurde es in dieser Funktion durch Space Truckin’ vom Album Machine Head ersetzt – unter Beibehaltung eines größeren Teiles der Improvisationen.

## Titelliste

### Seite 1
1. And the Address (Blackmore—Lord) – 4:38
2. Hush (Joe South) – 4:24
3. One More Rainy Day (Evans—Lord) – 3:40
4. Prelude: Happiness / I’m So Glad (Deep Purple / Rimsky-Korsakov, Skip James) – 7:19

### Seite 2
1. Mandrake Root (Evans—Blackmore—Lord) – 6:09
2. Help (Lennon—McCartney) – 6:01 (Originalinterpret: The Beatles)
3. Love Help Me (Evans—Blackmore) – 3:49
4. Hey Joe (Billy Roberts) – 7:33

### Bonusstücke (Remastered-CD von 2000)
1. Shadows – 3:38
2. Love Help Me (Rod Evans, Ritchie Blackmore) – 3:29 (Instrumentalversion)
3. Help! (Lennon/McCartney) – 5:23 (Alternative Version)
4. Hey Joe (Billy Roberts) – 4:05 (BBC Top Gear Session)
5. Hush (Joe South) – 3:53 (Live)